# Lazar Stojsavljević
Lazar Stojsavljević (in serbo Лазар Стојсављевић?; Londra, 5 maggio 1998) è un calciatore serbo, difensore del Soči.

## Carriera
Nato a Londra da genitori serbi, nel 2013 entra a far parte del settore giovanile del Woking; il 3 ottobre 2017 debutta in prima squadra nel match di National League vinto 2-0 contro il Chester ed il 27 gennaio 2018 realizza la sua prima rete, decisiva nella vittoria per 1-0 contro il Fylde.
Nel 2018 viene tesserato dal Millwall dopo un periodo di prova; utilizzato esclusivamente in Under-23, al termine della stagione rimane svincolato.
Il 14 giugno seguente si accorda con il Newport County con cui firma un biennale; debutta con il nuovo club il 13 agosto nel match di EFL Cup vinto ai rigori contro il Gillingham, dove viene sostituito dopo soli 29 minuti. Il 3 settembre seguente rescinde il contratto di comune accordo con il club inglese.
L'8 gennaio 2020 si trasferisce in Serbia firmando un contratto di quattro anni con il Vojvodina; nei mesi seguenti viene impiegato in una sola occasione, entrando in campo nel secondo tempo della finale di Kup Srbije vinta ai rigori contro il Partizan.
Il 27 agosto 2020 viene prestato al Rad Belgrado fino al termine della stagione; due giorni più tardi fa il suo esordio in Superliga giocando il match vinto 3-1 contro il Napredak Kruševac ed il 15 maggio seguente realizza la sua prima rete fra i professionisti nell'ampia vittoria per 7-1 contro il Mačva Šabac.
Nel settembre 2021 si trasferisce a titolo definitivo all'AS Trenčín.

## Statistiche
Statistiche aggiornate al 21 dicembre 2021.

### Presenze e reti nei club
| Stagione        | Squadra         | Campionato      | Campionato | Campionato | Coppe nazionali | Coppe nazionali | Coppe nazionali | Coppe continentali | Coppe continentali | Coppe continentali | Altre coppe | Altre coppe | Altre coppe | Totale | Totale |
| Stagione        | Squadra         | Comp            | Pres       | Reti       | Comp            | Pres            | Reti            | Comp               | Pres               | Reti               | Comp        | Pres        | Reti        | Pres   | Reti   |
| --------------- | --------------- | --------------- | ---------- | ---------- | --------------- | --------------- | --------------- | ------------------ | ------------------ | ------------------ | ----------- | ----------- | ----------- | ------ | ------ |
| 2017-2018       | Woking          | NAT             | 6          | 1          | FACup           | 0               | 0               |                    | -                  | -                  | FA Trophy   | 0           | 0           | 6      | 1      |
| ago.-set. 2019  | Newport County  | FL2             | 0          | 0          | FACup+CdL       | 0+1             | 0               |                    | -                  | -                  | EFL Trophy  | 0           | 0           | 1      | 0      |
| gen.-giu. 2020  | Vojvodina       | SL              | 0          | 0          | CS              | 1               | 0               |                    | -                  | -                  |             | -           | -           | 1      | 0      |
| 2020-2021       | Rad Belgrado    | SL              | 21         | 1          | CS              | 1               | 0               |                    | -                  | -                  |             | -           | -           | 22     | 1      |
| 2021-2022       | Dubnica         | 1L              | 4          | 0          |                 | -               | -               |                    | -                  | -                  |             | -           | -           | 4      | 0      |
| 2021-2022       | AS Trenčín      | SL              | 4          | 0          | CS              | 1               | 0               |                    | -                  | -                  |             | -           | -           | 5      | 0      |
| Totale carriera | Totale carriera | Totale carriera | 35         | 2          |                 | 4               | 0               |                    | -                  | -                  |             | -           | -           | 39     | 2      |

## Palmarès

### Club

#### Competizioni nazionali
- Coppa di Serbia: 1

Vojvodina: 2019-2020